# Josee Leblanc
Josee Leblanc (22 de mayo de 1983) es una deportista canadiense que compitió en taekwondo. Ganó una medalla de bronce en el Campeonato Panamericano de Taekwondo de 2002 en la categoría de –67 kg.

## Palmarés internacional
| Campeonato Panamericano | Campeonato Panamericano | Campeonato Panamericano | Campeonato Panamericano |
| Año                     | Lugar                   | Medalla                 | Categoría               |
| ----------------------- | ----------------------- | ----------------------- | ----------------------- |
| 2002                    | Quito (Ecuador)         | Medalla de bronce       | –67 kg                  |